# Коваль, Виталий Борисович
Вита́лий Бори́сович Ко́валь (укр. Віталій Борисович Коваль; 30 мая 2001, Исковцы — 6 января 2023, Бахмут) — украинский военнослужащий, лейтенант, участник российско-украинской войны. Герой Украины (28 августа 2023, посмертно).

## Биография
Родился 30 мая 2001 года в селе Исковцы Лубенского района Полтавской области. Учился в Чутовской школе. С 2016 по 2018 год получал образование в Кременчугском лицее с усиленной военно-физической подготовкой. С 2018 по 2022 год учился в Национальной академии Национальной Гвардии Украины на командно-штабном факультете.
В 2021 году принимал участие в военном параде к 30-летию независимости Украины и был награждён памятным знаком-медалью.
В военном звании курсанта с первых дней участвовал в отражении российского вторжения в Украину в 2022 году. Офицерское звание получил в марте 2022 года. С июля 2022 года принимал участие в боях на Востоке Украины. Проходил службу в рядах 2 батальона 3-й бригады оперативного назначения Нацгвардии Украины в должности заместителя командира 2 роты оперативного назначения.
Погиб 6 января 2023 года во время выполнения боевого задания на юго-восточной окраине города Бахмут Донецкой области.
Похоронен 10 января 2023 года в Чутовской общине Полтавской области.

## Награды
- Звание «Герой Украины» с вручением ордена «Золотая Звезда» (8 июля 2023, посмертно) — за личное мужество и героизм, проявленные в защите государственного суверенитета и территориальной целостности Украины, верность военной присяге[4].